# 山北テレビ中継局
山北テレビ中継局（やまきたテレビちゅうけいきょく）は、神奈川県足柄上郡山北町にある共建のテレビ中継局。

## 概要
- 山北町峰皆瀬川710番地の大野山に置局し、山北町内をカバーエリアとする。
- 2009年3月31日デジタル中継局開局。
- （注意）偏波面は、水平偏波。

## 中継局概要

### デジタルテレビ
| 放送局名          | リモコンキーID | 物理チャンネル | 空中線電力 | ERP   | 放送対象地域                                      | 放送区域内世帯数 | 偏波面   | 開局日        |
| NHK東京総合テレビ | 1              | 19ch           | 300mW      | 1.55W | 関東広域圏 （茨城県、栃木県及び群馬県を含まない） | 431世帯          | 水平偏波 | 2009年3月31日 |
| NHK東京教育テレビ | 2              | 26ch           | 300mW      | 1.55W | 全国                                              | 431世帯          | 水平偏波 | 2009年3月31日 |
| tvkテレビ神奈川   | 3              | 18ch           | 300mW      | 1.55W | 神奈川県                                          | 431世帯          | 水平偏波 | 2009年3月31日 |
| NTV日本テレビ     | 4              | 25ch           | 300mW      | 1.55W | 関東広域圏                                        | 431世帯          | 水平偏波 | 2009年3月31日 |
| EXテレビ朝日      | 5              | 24ch           | 300mW      | 1.55W | 関東広域圏                                        | 431世帯          | 水平偏波 | 2009年3月31日 |
| TBSテレビ         | 6              | 22ch           | 300mW      | 1.55W | 関東広域圏                                        | 431世帯          | 水平偏波 | 2009年3月31日 |
| TXテレビ東京      | 7              | 23ch           | 300mW      | 1.55W | 関東広域圏                                        | 431世帯          | 水平偏波 | 2009年3月31日 |
| CXフジテレビ      | 8              | 21ch           | 300mW      | 1.55W | 関東広域圏                                        | 431世帯          | 水平偏波 | 2009年3月31日 |

- 2009年3月31日開局。（水平偏波）

### アナログテレビ
| 放送局名          | チャンネル | 空中線電力        | ERP               | 放送対象地域 | 放送区域内世帯数 | 偏波面   |
| TXテレビ東京      | 36ch       | 映像3W /音声750mW | 映像21W /音声5.3W | 関東広域圏   | 約-世帯          | 水平偏波 |
| EXテレビ朝日      | 38ch       | 映像3W /音声750mW | 映像21W /音声5.3W | 関東広域圏   | 約-世帯          | 水平偏波 |
| CXフジテレビ      | 40ch       | 映像3W /音声750mW | 映像21W /音声5.3W | 関東広域圏   | 約-世帯          | 水平偏波 |
| TBSテレビ         | 42ch       | 映像3W /音声750mW | 映像21W /音声5.3W | 関東広域圏   | 約-世帯          | 水平偏波 |
| NTV日本テレビ     | 44ch       | 映像3W /音声750mW | 映像21W /音声5.3W | 関東広域圏   | 約-世帯          | 水平偏波 |
| tvkテレビ神奈川   | 46ch       | 映像3W /音声750mW | 映像20W /音声5W   | 神奈川県     | 約-世帯          | 水平偏波 |
| NHK東京総合テレビ | 48ch       | 映像3W /音声750mW | 映像20W /音声5W   | 関東広域圏   | 約-世帯          | 水平偏波 |
| NHK東京教育テレビ | 50ch       | 映像3W /音声750mW | 映像20W /音声5W   | 全国         | 約-世帯          | 水平偏波 |

## その他
- テレビ神奈川では2022年4月1日、同局の開局50周年記念事業の一環として、本中継局が富士山の見える絶景スポットとしても知られることから、中継局にお天気カメラを新たに設置し、富士山の景観をリアルタイムで配信する『テレビ富士山』を同局公式YouTubeチャンネルにて開始した[2]。